# Clase del Vaticano G 47
La Clase del Vaticano G 47 es el nombre dado a una clase de enócoes áticos de figuras negras sobre un pie alto, creados en el primer cuarto del siglo V a. C. La clase lleva el nombre de un vaso de los Museos Vaticanos, antiguamente en la colección Guglielmi.